# Luis Gallo Porras
Luis Gallo Porras (Lima, 9 de noviembre de 1893 - San Isidro, Lima, 22 de abril de 1972) fue un político peruano de la primera mitad del siglo XX. Fue vicepresidente, presidente del Consejo de Ministros y ministro de Hacienda del Perú, así como alcalde de Miraflores y alcalde de Lima en tres oportunidades.

## Biografía
Sus padres fueron Miguel Gallo y Diez, hidalgo[cita requerida] español nacido en Escalada, y Elvira Porras Bolívar. Su abuelo materno fue Domingo Porras Miota, uno de los socios fundadores del Club Nacional en Lima en 1855. Asimismo, fue tío del industrial Francisco José Gallo, fundador de la Compañía Minera Atacocha, componente del Índice General de la Bolsa de Valores de Lima.
Estudió en el Colegio de la Inmaculada de Lima. Viajó a Europa, donde estudió en la Escuela Técnica de París y en la Escuela Superior de Agronomía de Berlín. De regreso al Perú, se consagró a la empresa privada. Fue director del Banco Popular del que legó a ser vicepresidente (1936-1949) y miembro de las compañías mineras Atacocha y Río Pallanga, el Consorcio Peruano-Chileno, la Sociedad Ganadera del Centro y de Gallo Porras Hnos. 
En 1930 el gobierno del presidente Augusto B. Leguía lo designó alcalde de Miraflores en reemplazo de Guillermo Correa Elías, cargo que ocupó hasta 1933.

### Alcalde de Lima
Desde 1934 se desempeñó como alcalde de Lima hasta 1937 y luego en dos períodos más (1941-1945 y 1948-1949).  
Durante su primer mandato como alcalde de Lima, le correspondió celebrar el cuatricentenario de fundación de la capital peruana. Empezó a modernizar la ciudad, erigió un nuevo edificio para el local de la Municipalidad y creó el Servicio Municipal de Transporte. A su requerimiento se levantó la Estatua ecuestre de Francisco Pizarro, del escultor Charles Rumsey. A la muerte del artista, su viuda María Arriman de Rumsey la obsequió a la ciudad. Fue colocada inicialmente en el atrio de la Catedral de Lima. También se incrementó el material bibliográfico de la Biblioteca Municipal con donaciones del gobierno de Venezuela que obsequió una importante colección, un armario tallado en madera y un busto del libertador Simón Bolívar, también otras naciones americanas colaborando con sendas donaciones. 
El 18 de octubre de 1937 otorgó el escudo de la ciudad a las andas del Señor de los Milagros de Nazarenas.
El 29 de junio de 1945, durante su tercera gestión en la alcaldía limeña, se inauguró el local de la Biblioteca Pública Municipal de Lima, en el 2º piso del Palacio Municipal. 

### Vicepresidente de la República
Durante el segundo gobierno de Manuel Prado Ugarteche, fue primer vicepresidente de la República (1956-1962), y en tal calidad, ejerció el Poder Ejecutivo durante las ausencias breves del presidente por sus viajes al extranjero. Fue, además, ministro de Hacienda y presidente del Consejo de Ministros del Perú, del 9 de junio de 1958 al 17 de julio de 1959. Simultáneamente, fue presidente del directorio de la Compañía Peruana de Vapores (1957-1958).
Fue también presidente del Club Nacional (1946-1948) y presidente de la Liga Nacional de Aviación.
Falleció el 22 de abril de 1972 a los 78 años de hemorragia interna en el distrito limeño de San Isidro.

### Descendencia
Luis Gallo Porras se casó el 30 de agosto de 1919 con Natalia Ferreyros Roel (1895-1978), con quien tuvo 5 hijos: Teresa, Natalia, Gloria, Carmen y Luis Alberto Gallo Ferreyros. Es abuelo de Diana Álvarez-Calderón Gallo, exministra de Cultura durante el gobierno del presidente Ollanta Humala.

## Condecoraciones
- Orden del Sol, otorgada por el gobierno del Perú.
- Caballero gran cruz de la Orden de Isabel la Católica, otorgada por el gobierno español.